# 平房
平房指的是只有一層樓的房屋，是最基本的建築形式。

## 概述
現代社會中，由於人口巨增及逐步走向城市化，人均土地面積極度減小，不得不採用容量更高的樓房形式。城市發展越大，越需要高層建築在寸土寸金的城市中，提高更大的容量。
因此，樓房成為現代建築的主流，設計理念、配套設置均體現最新科技。相比之下，單層建築越來越不受重視，發展停滯不前，“平房”現在通常建於市郊、鄉村或郊區。

## 各地概況

### 香港
香港由於地價昂貴，除了寮屋和原居民村落如衙前圍村，市區難有平房，只能在新界或港島太平山山頂、南區見到。平房又可分為村落式、屋苑式和獨立式。前者零散建於新界村落；後者由私人發展商大規模設計興建，通常每間獨立屋皆附設車房，有中央保安管理並於整個社區外置圍牆，外人無法入內。

### 中国大陆
中国大陆所说的平房一般指代中国北方地区城市和农村中的单层住宅，在城市里主要表现为城中村和棚户区，而在华北、东北农村里，基乎所有的居民住宅都只有一层。这样的情况是因为近代时中国并没有普及中央空调和全屋取暖设施导致的，在严酷的冬季为了避免热量浪费而只建设一层建筑，仅靠炉灶和炕即可保持室温。华北的平房主要是1950年以后建立的，在此之前的住房样式则是传统样式，不是平顶建筑。
中国南方的住房因为有斜顶，因而很少被称作平房。在城市里虽然也有平顶房屋，但南方人稠地狭的居住特点使得城中村的房屋甚至农村房屋都超过一层，因而不被称为平房
中国的平房既可以是独立的，也可以联排或者呈团块状集中建设。

### 美国
美国的平房一种是字面意义上的，比如孟加拉式平房样式的房子，这种房子虽然被翻译为“平房”，但其一般拥有斜顶，甚至有二楼居住空间，但二楼居住空间比一楼小很多，在进行建筑审定时整座房子不是2层而是按1.5层计算。
另一种平房则是部分华人对1950-1980年代流行的Ranch样式住房的称谓。50年代时这种建筑早期主要客户为低收入蓝领和飓风灾害频繁的地区，而1973年的中东战争导致石油价格暴涨，欧美各国通货膨胀严重，物价和燃料价格居高不下，为了提高取暖效率，当时的住房普遍只有一层设计，而且由于60年代美国城市开始大规模郊区化，郊区廉价的土地使得住房面积普遍比以前大，房顶的倾斜角度因此更小，因此来自中国大陆的居民往往将这种房子称作平房，因为这些房子很像华北的住房。
美国的平房一般是独栋建筑，并且大部分住房都拥有地下室和阁楼。